# Bartholomäus Carneri
Bartholomäus Carneri [karnêri], avstrijski pesnik, filozof in politik, * 3. november 1821, Trento, (sedaj Italija), † 18. maj 1909, Maribor, Avstro-Ogrska.
Po letu 1888 je živel v Mariboru. Leta 1861 je bil izvoljen v Štajerski deželni zbor, v letih 1870 do 1891 pa tudi v parlament avstrijskega dela Avstro-Ogrske. V šestdesetih letih 19. stoletja je napisal več vplivnih političnih brošur in zbirko političnih sonetov Pflug und Schwert (Dunaj, 1862). Po letu 1871 je izdal več filozofskih del, predvsem o vprašanjih etike. Na njegove filozofske nazore sta močno vplivala Baruch Spinoza in Georg Wilhelm Friedrich Hegel, zlasti pa razprave Charlesa Darwina o mehanizmih evolucije. Njegovo glavno delo je Morala in darvinizem. Bil je tudi častni doktor filozofije na dunajski univerzi. V slovenskem knjižničnem informacijskem sistemu COBISS obsega njegova bibliografija 4 zapise.